# Senzacionalizam
Senzacionalizam je oblik krajnje kontroverznog načina pokušavanja dobivanja na pozornosti kroz senzacije. 
Pojam također označava i oblik kazališta.

## Senzacionalizam u medijima
Izraz se obično koristi u odnosu na masovne medije. Kritičari medija često optužuju medije za senzacionalizam u izvještavanju i njihovu ponašanju radi povećanja prodaje novina ili gledanosti emisije.